# あした天気に
『あした天気に』（あしたてんきに）は、平岩弓枝原作・脚本によるテレビドラマ作品。
第1作は1973年10月1日から1974年3月25日までフジテレビ系列で放送、全25回。放送時間（JST）は毎週月曜20:00 - 20:55。
第2作は1998年4月4日から1998年5月9日までNHK衛星第2テレビジョンで放送、全6回。放送時間は毎週土曜20:00 - 20:45。その後、再編集した上で地上波のNHK総合テレビのNHKドラマ館（毎週土曜21:15 - 22:30）の枠で、1998年8月29日から1998年9月12日まで全3回で放送された。

## 概要
主な舞台は、東京・新宿から私鉄で4駅か5駅行った所の駅前のおでん屋『さんかく』。そのおでん屋の民三、里子の夫婦を養父母として育てられるヒロイン・ちづるの恋愛から結婚に至るまでの成長記を軸に、養父母の愛情、近所の人たちの思いやりなどを織り交ぜて描かれた。本作は、核家族化や親子の断絶など当時問題とされたことに対し、血がつながってないながらも親子の情愛を今一度振り返ろうという試みとされた。
1998年放送の第2作では、ちづるが石油会社に入社し、その初出社のところから描かれている。

## 1973年版

### 出演者
- 仁科明子 （市丸ちづる）
- 益田喜頓 （市丸民三）
- ミヤコ蝶々 （市丸里子）
- 寺尾聡 （守山京太 貞一郎の次男）
- 山形勲 （石田由起麿 八幡神社宮司）
- 河内桃子 （石田加奈子 由起麿の長女）
- 二木てるみ （石田奈々子 由起麿の次女）
- 有島一郎 （守山貞一郎 守山医院院長）
- 加藤治子 （守山昭子 貞一郎の妻）
- 勝呂誉 （守山大造 貞一郎の長男）
- 新藤恵美 （守山公子 貞一郎の娘）
- 小坂一也 （油屋文吾 薬剤師）
- 宝生あやこ （春馬マサ 由起麿の姉）
- 志垣太郎 （道明寺鉄平 八幡神社の居候）
- 浜畑賢吉 （田所謙介）
- 荒谷公普 （岡村哲也 昭子の甥）
- 伊藤洋一 （順一）
- 永井秀明 （哲也の父）
- 日高澄子 （哲也の母）
ほか

### スタッフ
- 脚本：平岩弓枝
- 演出：大野木直之（第23話を除く）、諏佐正明（第23話）
- 制作：フジテレビ

## 1998年版

### 出演者
- 西田ひかる （市丸ちづる）
- 田村亮 （市丸民三）
- 星由里子 （市丸里子）
- 髙嶋政宏 （田所謙介）
- 長谷川真弓
- 坂上忍 （岡村哲也 青年実業家）
- 中村嘉葎雄
- 山田純大
- 加茂さくら
- 鮎ゆうき （泰子）
- 日下武史
- 苅谷俊介
- 高田敏江
- 茅野佐智恵
- ひし美ゆり子
- 船戸順
- 石丸謙二郎
- 高橋克実
- 桂三木助
- 増田由紀夫
- 鶴田忍
- 森三平太
- 須永慶
- 松田いちほ
- 菊地美可子
- 佐和たかし
- 加藤英真
ほか

### スタッフ
- 原作：平岩弓枝
- 脚本：布勢博一
- 演出：望月良雄（1話、3話、4話、6話）、本木一博（2話、5話）
- 制作統括：浅野加寿子
- 音楽：渡辺俊幸
- 演奏：コンセール・レニエ
- 撮影：中村忍
- 技術：雨海祥夫
- 照明：鈴木岳
- 美術：吉保舜三
- 主題歌：西田ひかる『私は私』（作詞：秋元康、作曲・編曲：久石譲、ポニーキャニオン）

### サブタイトル
NHK衛星第2テレビジョン版
- 1998年4月4日「私のお父さん」
- 1998年4月11日「恋の気配」
- 1998年4月18日「シャンペンとお茶漬け」
- 1998年4月25日「愛の重さ」
- 1998年5月2日「一番好きな人」
- 1998年5月9日「親離れ・子離れ」

NHK総合テレビ（再編集）版
- 1998年8月29日「私のお父さん」
- 1998年9月5日「愛の重さ」
- 1998年9月12日「親離れ・子離れ」